# Mauro Lucentini
Mauro Lucentini (Montegranaro, 3 aprile 1973) è un politico italiano.

## Biografia
Dal 1999 al 2020 è stato consigliere comunale di Montegranaro, ricoprendo la carica di assessore dal 2004 al 2009 e da giugno a ottobre 2013. Alle elezioni regionali nelle Marche del 2005 è candidato nelle liste di Alleanza Nazionale, riceve 1.484 preferenze, risultando il primo dei non eletti.
Dopo l'insuccesso alle elezioni politiche del 2008 nelle liste di La Destra - Fiamma Tricolore, è candidato alla Camera dei deputati alle elezioni politiche del 2018 nella lista della Lega nella circoscrizione Marche, risultando il primo dei non eletti.
Alle elezioni europee del 2019 si è candidato nella lista della Lega nella circoscrizione Italia centrale, non venendo eletto.
Alle elezioni regionali nelle Marche del 2020 si candida alla carica di consigliere regionale nella lista della Lega a sostegno del candidato presidente Francesco Acquaroli venendo eletto nella provincia di Fermo con 3341 voti di preferenza.
Subentrato alla Camera dei deputati il 10 novembre 2020 al posto di Giorgia Latini, nominata Assessore regionale alla cultura, istruzione e sport della Regione Marche, ha optato per il seggio parlamentare dimettendosi dalla carica di consigliere regionale.
Alle elezioni politiche del 2022, nonostante l'exploit della sua ex compagine Fdi, non viene eletto nelle liste della Lega.